# Polarimètre

Principe de fonctionnement d'un polarimètre pour mesurer la rotation optique.
1. Source de lumière
2. Lumière non polarisée
3. Polariseur linéaire
4. Lumière polarisée linéairement
5. Tube échantillon contenant les molécules à étudier
6. Rotation optique due aux molécules
7. Analyseur linéaire rotatif
8. Détecteur

Un polarimètre est un instrument de laboratoire utilisé pour déterminer l'angle d'activité optique d'une lumière polarisée passant à travers un échantillon de liquide ou solide.

## Technologie

### Polarimètre manuel

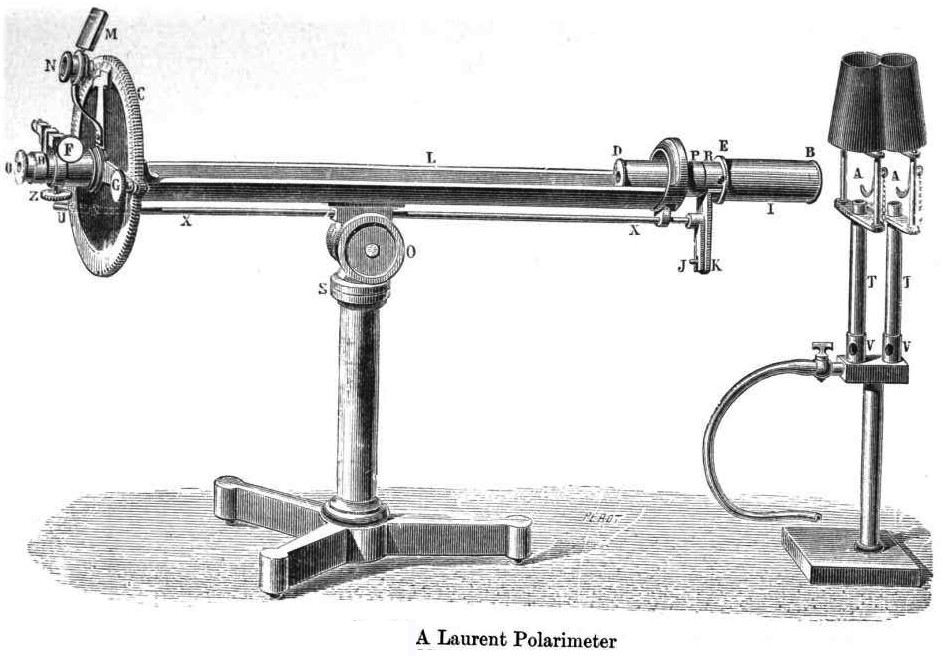
Polarimètre.

Il existe des polarimètres manuels type polarimètre de Laurent et des polarimètres automatiques.
Un polarimètre typique se compose d'une source lumineuse, un polariseur, un porte-échantillon, et d'un observateur. La rotation optique de nombreux matériaux dépend à la fois la longueur d'onde et de la température, de sorte que les polarimètres fournissent souvent les moyens de contrôler ces paramètres.

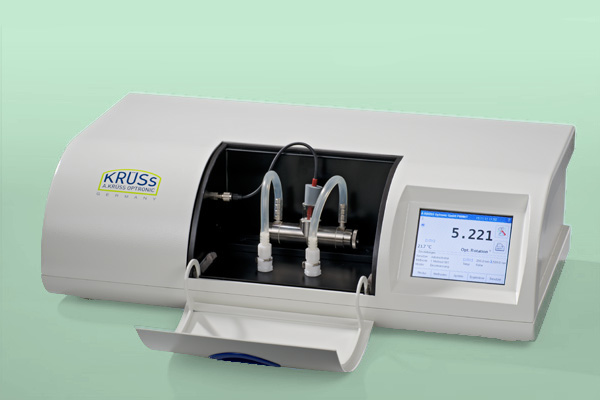
Polarimètre numérique automatique.

### Polarimètre numérique
Les polarimètres numériques et automatiques fonctionnent rapidement avec une haute résolution et une plus grande précision que les polarimètres classiques. Ils sont simples à utiliser et efficaces du point de vue du temps passé. Ils réduisent la durée de mesure à une seconde indépendamment de l’angle de l’échantillon si la régulation de température n'est pas prise en compte, cependant, la température de l'échantillon ayant une influence non négligeable sur le pouvoir rotatoire, il est indispensable de thermostater avec précision la cellule de mesure. Les systèmes de régulation par effet Peltier sont les plus performants, rendant obsolète l'utilisation d'une régulation par cryostat externe.

## Physique
Le polarimètre s'appuie sur la loi de Biot : {\displaystyle \alpha =[\alpha ]\,l\,c} qui donne l'expression du pouvoir rotatoire en fonction de la concentration de la solution et du pouvoir rotatoire spécifique de l'énantiomère.

## Applications
L'utilisation d'un polarimètre permet de déterminer grâce à la loi de Biot la concentration d'un énantiomère en solution, on utilise alors la rotation spécifique. L'utilisation de la loi de Biot induisant de connaitre le trajet optique dans la cellule de mesure, certains fabricants d'instruments de mesure ont développé des systèmes de reconnaissance de cellule par signaux RFID.
Il est également possible d'utiliser des polarimètres permettant la visualisation de l'intérieur de la cellule pendant la mesure, une caméra CCD est alors utilisée, rendant possible la détection de bulles lors d'une mesure.